# Live in Vienna
Live in Vienna — концертний альбом англійського гурту King Crimson, який спочатку був випущеним обмеженим тиражем в Японії 27 вересня 2017 року, і мав назву «Live in Vienna 2016 + Live in Tokyo 2015 on 27 September 2017». 6 квітня 2018 року було видано повну версію. Видавцем став лейбл Discipline Global Mobile. Альбом був записаний 1 грудня 2016 року під час виступу у віденському Музейному кварталі.

## Про альбом
Альбом був записаний 1 грудня 2016 року в Музейному кварталі у Відні (Австрія). Перші два диски охоплюють всю першу і другу частини концерту. Третім диском оригінального японського видання став бонусний диск із живими виступами групи з туру по Японії у 2015 році.

## Композиції

### Диск 1
1. Walk On: Monk Morph Music of the Chamber — 2:31
2. The Hell Hounds of Krim — 3:39
3. Pictures of a City — 8:40
4. Lizard (The Battle of Glass Tears — Part I: Dawn Song) — 2:19
5. Suitable Ground for the Blues — 4:46
6. VROOOM — 5:13
7. The ConstruKction of Light (Part I) — 6:37
8. The Court of the Crimson King — 7:18
9. The Letters — 6:14
10. Sailor's Tale — 6:18
11. Interlude — 2:45
12. Radical Action II — 2:15
13. Level Five — 7:28

### Диск 2
1. Fairy Dust of the Drumsons — 1:42
2. Peace: An End — 1:54
3. Cirkus — 7:32
4. Indiscipline — 8:50
5. Epitaph — 8:47
6. Easy Money — 10:07
7. The Devil Dogs of Tessellation Row — 3:03
8. Red — 6:41
9. Meltdown — 4:16
10. Larks' Tongues in Aspic: Part Two — 7:00
11. Starless — 13:03

### Диск 3
1. Heroes — 5:23
2. Fracture — 10:56
3. 21st Century Schizoid Man — 13:07
4. Schoenberg Softened His Hat — 11:45
5. Ahriman's Ceaseless Corruptions — 6:04
6. Spenta's Counter Claim — 0:58

#### Примітка
- «Fracture» був виконаний у Falconer Salen у Копенгагені 23 вересня 2016 року.

### Live in Japan 2015 (японське видання; замість 3-го диска)[7]
1. Walk On: Soundscape
2. Larks' Tongues in Aspic: Part One
3. One More Red Nightmare
4. A Scarcity of Miracles
5. Banshee Legs Bell Hassle
6. Radical Action (To Unseat the Hold of Monkey Mind)
7. Meltdown
8. Radical Action II
9. Peace (Японською мовою)
10. The Talking Drum
11. 21st Century Schizoid Man
12. Islands (Live in Chicago 28 червня 2017 року)

## Учасники запису
- Роберт Фріпп — гітара, клавіші
- Пет Мастелотто — ударні
- Якко Якшик[en] — гітара, вокал, флейта
- Тоні Левін — бас-гітара, бек-вокал
- Мел Коллінз — саксофон, флейта
- Білл Ріфлін[en] — клавіші
- Гевін Гаррісон[en] — ударні
- Джеремі Стейсі[en] — ударні, клавішні

## Позиції в чартах
| Чарт                        | Позиція |
| --------------------------- | ------- |
| Independent AlbumsBillboard | 36      |